# Numia buxaria
Numia buxaria är en fjärilsart som beskrevs av Achille Guenée 1858. Numia buxaria ingår i släktet Numia och familjen mätare. Inga underarter finns listade i Catalogue of Life.